# 尼基·古奇
尼基·古奇（英語：Nicky Gooch，1973年1月30日—），英国男子短道速滑运动员。他曾代表英国参加1992年、1994年、1998年和2002年冬季奥林匹克运动会短道速滑比赛，其中1994年冬季奥运会获得一枚铜牌。